# Wei Qingguang
Wei Qingguang (chinesisch 韋晴光 / 韦晴光, Pinyin Wéi Qíngguāng, jap. Lesung I Seikō) später Iseki Seikō (jap. 偉関 晴光; * 2. Juli 1962 in Nanning (China)) ist ein ehemaliger Tischtennisspieler, der früher für China und für Japan spielte. Er war Weltmeister und Olympiasieger im Doppel. 
Nach seiner aktiven Karriere engagierte sich Wei Qingguang als Trainer und Mentor im Tischtennissport.

## Erfolge
Wei Qingguang ist Linkshänder. Bei den nationalen chinesischen Meisterschaften siegte er 1984 im Einzel, Mixed und mit der Mannschaft, ein Jahr später im Doppel und im Mixed.
Wei Qingguang spielte in der Regel Doppel mit seinem Landsmann Chen Longcan. Zwischen 1987 und 2001 nahm Wei Qingguang an sechs Weltmeisterschaften teil. Bei vier WMs trat er für China an, wurde jedoch nur in den Individualwettbewerben eingesetzt. 1987 wurde er Weltmeister im Doppel, 1989 kamen sie ins Halbfinale, wo sie von Roßkopf/Fetzner geschlagen wurden. 1988 wurde er für die Olympischen Sommerspiele nominiert. Dabei gewann er mit Chen Longcan die Goldmedaille im Doppel. 
Im Mai 1991 zog er von China nach Japan. Ab 1998 startete er unter japanischer Nationalität und nahm den Namen Iseki Seiko an. 1999 wurde er nationaler japanischer Meister. Für Japan startete er bei den Olympischen Sommerspielen 2000 sowie bei den Weltmeisterschaften 2000 und 2001.

## Turnierergebnisse
| Verband | Veranstaltung           | Jahr | Ort             | Land | Einzel        | Doppel        | Mixed         | Team |
| ------- | ----------------------- | ---- | --------------- | ---- | ------------- | ------------- | ------------- | ---- |
| JPN     | Asienmeisterschaft ATTU | 2000 | Doha            | QAT  | letzte 16     | Halbfinale    | Viertelfinale |      |
| JPN     | Asienmeisterschaft ATTU | 1998 | Osaka           | JPN  | Silber        |               |               |      |
| CHN     | Asienmeisterschaft ATTU | 1988 | Niigata         | JPN  | Halbfinale    | Gold          | Halbfinale    | 1    |
| CHN     | Asienmeisterschaft ATTU | 1986 | Shenzhen        | CHN  | letzte 16     | Silber        | Viertelfinale |      |
| CHN     | Asian Cup               | 1988 | Manila          | PHI  | 1             |               |               |      |
| CHN     | Asian Cup               | 1987 | Seoul           | KOR  | 9             |               |               |      |
| CHN     | Asian Cup               | 1986 | Karachi         | PAK  | 1             |               |               |      |
| JPN     | Asienspiele             | 1998 | Bangkok         | THA  | Viertelfinale | Viertelfinale |               |      |
| CHN     | Asienspiele             | 1990 | Peking          | CHN  | Silber        | Silber        | Gold          |      |
| JPN     | ASIA-TOP12              | 1999 | Kish Island     | IRI  | Halbfinale    |               |               |      |
| JPN     | Olympische Spiele       | 2000 | Sydney          | AUS  | letzte 32     | letzte 16     |               |      |
| CHN     | Olympische Spiele       | 1988 | Seoul           | KOR  | keine Teiln.  | Gold          |               |      |
| JPN     | Pro Tour                | 2003 | Kobe            | JPN  | letzte 32     | letzte 16     |               |      |
| JPN     | Pro Tour                | 2003 | Jeju-Si         | KOR  | Viertelfinale |               |               |      |
| JPN     | Pro Tour                | 2002 | Eindhoven       | NED  | letzte 64     |               |               |      |
| JPN     | Pro Tour                | 2002 | Magdeburg       | GER  | letzte 32     |               |               |      |
| JPN     | Pro Tour                | 2001 | Yokohama        | JPN  | letzte 32     | letzte 16     |               |      |
| JPN     | Pro Tour                | 2001 | Zagreb          | HRV  | letzte 32     | Silber        |               |      |
| JPN     | Pro Tour                | 2001 | Chatham         | ENG  | Halbfinale    | Silber        |               |      |
| JPN     | Pro Tour                | 2000 | Umeå            | SWE  | Silber        | Silber        |               |      |
| JPN     | Pro Tour                | 2000 | Warschau        | POL  | letzte 32     | letzte 16     |               |      |
| JPN     | Pro Tour                | 2000 | Rio de Janeiro  | BRA  | letzte 32     | Viertelfinale |               |      |
| JPN     | Pro Tour                | 2000 | Fort Lauderdale | USA  | letzte 16     | letzte 16     |               |      |
| JPN     | Pro Tour                | 2000 | Kobe City       | JPN  | letzte 32     | letzte 16     |               |      |
| JPN     | Pro Tour                | 2000 | Chang Chun City | CHN  | letzte 16     | letzte 16     |               |      |
| JPN     | Pro Tour                | 2000 | Zagreb          | HRV  | Viertelfinale | letzte 16     |               |      |
| JPN     | Pro Tour                | 1999 | Karlskrona      | SWE  | letzte 32     | Rd 1          |               |      |
| JPN     | Pro Tour                | 1999 | Lievin          | FRA  | letzte 32     | letzte 16     |               |      |
| JPN     | Pro Tour                | 1999 | Kobe City       | JPN  | letzte 32     | letzte 16     |               |      |
| JPN     | Pro Tour                | 1999 | Melbourne       | AUS  | Viertelfinale | Halbfinale    |               |      |
| JPN     | Pro Tour                | 1999 | Zagreb          | HRV  | Halbfinale    | letzte 16     |               |      |
| JPN     | Pro Tour                | 1999 | Doha            | QAT  | Rd 1          | Halbfinale    |               |      |
| JPN     | Pro Tour                | 1998 | Sundsvall       | SWE  | Rd 1          | letzte 16     |               |      |
| JPN     | Pro Tour                | 1998 | Wakayama        | JPN  | Rd 1          | Rd 1          |               |      |
| JPN     | Pro Tour Grand Finals   | 2000 | Kobe City       | JPN  | letzte 16     | Viertelfinale |               |      |
| JPN     | Weltmeisterschaft       | 2001 | Osaka           | JPN  | letzte 64     | letzte 16     | keine Teiln.  | 13   |
| JPN     | Weltmeisterschaft       | 2000 | Kuala Lumpur    | MAS  |               |               |               | 3–4  |
| CHN     | Weltmeisterschaft       | 1999 | Eindhoven       | NED  | letzte 32     | letzte 32     | letzte 128    |      |
| CHN     | Weltmeisterschaft       | 1991 | Chiba City      | JPN  | letzte 32     | letzte 16     | Viertelfinale |      |
| CHN     | Weltmeisterschaft       | 1989 | Dortmund        | FRG  | keine Teiln.  | Halbfinale    | Viertelfinale |      |
| CHN     | Weltmeisterschaft       | 1987 | New Delhi       | IND  | keine Teiln.  | Gold          | letzte 32     |      |
| CHN     | World Doubles Cup       | 1990 | Seoul           | KOR  |               | Viertelfinale |               |      |